# Luís Maldonado Vivião Passanha
D. Luís da Fonseca Maldonado Vivião Passanha foi um político português.

## Biografia

### Carreira política
D. Luís Maldonado Vivião Passanha fazia parte de uma abastada família de agricultores de Ferreira do Alentejo, que no Século XIX foi uma das promotoras da renovação urbana da vila.
Ocupou a posição de presidente da Câmara Municipal de Ferreira do Alentejo de 1872 a 1874 e de de 1893 a 1896. Durante os seus mandatos, destacou-se por ter financiado, em conjunto com o Visconde de Ferreira, um ramal de estrada para a Aldeia de Ruins.
No seu testamento legou uma importante quantia à Santa Casa da Misericórdia de Ferreira do Alentejo, com a qual foram feitas obras de ampliação no hospital.

## Homenagens
O nome de D. Luís Maldonado Vivião Passanha foi colocado num largo em Ferreira do Alentejo, anteriormente denominado de Largo do Ferro de Engomar.